# Jefão
Jefão (nascido em 1995), pseudônimo do Jeferson Reis, é um criador de conteúdo digital brasileiro, reconhecido como o ator mais buscado na plataforma Privacy, a principal plataforma de conteúdo adulto do Brasil. Considerado uma personalidade nesse universo, Jefão já gravou com celebridades como Elisa Sanches e Andressa Urach. Jefão ganhou notoriedade especialmente ao gravar vídeos com Andressa, quando ela tinha então 36 anos de idade. Em 2024, Jefão se preparava para lançar um livro de contos eróticos, no qual pretendia relatar suas diversas transas com celebridades brasileiras.
| “       | Já transei com mais de 5 mil mulheres, muitas famosas, algumas que ninguém jamais acreditaria. Elas têm fetiche com ator pornô, essa é a verdade. Tem curiosidade de ficar com alguém que grava, que pega geral. Já sai com global, com mulher de reality show, com modelos… a lista é grande. | ” |
| — Jefão | |   |

## Carreira
Jefão é ex-catador de latinhas. Ao se tornar ator e produtor de conteúdo pornô, veio a assumir o posto de um dos criadores mais bem pagos da Privacy. Jefão trabalhou na produtora Brasileirinhas, produziu conteúdo para o XVideos e em 2024 era um dos nomes mais rentáveis em plataformas como Privacy e Telegram.  Como músico, Jefão se apresenta como MC Pac, cujas canções presentes nas plataformas de streaming incluem "Pique Dos Cria", "Deixa Zé Povin Falar" e "Pegada do Pretão".

## Vida pessoal
Jefão foi casado com Laylan Oliveira Gomes, mais conhecida como Karen Oliver, uma ex-assistente de palco do apresentador João Kleber.